# Paphinia
Genre
Classification phylogénétique
Le genre Paphinia regroupe actuellement 24 taxons (18 espèces, 4 variétés et 2 formes) d'orchidées d’Amérique.
Le genre a été décrit pour la première fois en 1843 par John Lindley à partir de l’espèce type Paphinia cristata qu’il avait précédemment décrite en 1836 sous le nom de Maxillaria cristata Lindl. En 1883 George Bentham a transféré les espèces connues dans le genre Lycaste. Cette classification n’a toutefois pas été retenue.
La connaissance du genre a fait de remarquables progrès dans les deux dernières décennies du XXe siècle : 15 des 24 taxons connus actuellement ont été décrits depuis 1983. Des études ADN récentes ont démontré que les Paphinia sont proches d’un point de vue phylogénétique des genres Horichia, Houlletia, Schlimia et Stanhopea tous classés dans la sous-tribu des Stanhopeinae (tribu Maxillarieae).
Les fleurs de ce genre sont réputées pour être particulièrement grandes, compte tenu de la taille moyenne des plantes. Elles peuvent ainsi atteindre une vingtaine de centimètres de diamètre chez certaines espèces. Elles n’émettent généralement pas de parfum perceptible par l’homme.
Les abeilles de la tribu des Euglossini sont à ce jour les seuls pollinisateurs connus.

## Étymologie
Le nom donné au genre semble être un diminutif de Paphia, un des surnoms d’Aphrodite dans l’antiquité. Ce surnom fait lui-même référence à la cité de Paphos où la déesse possédait un important sanctuaire.

## Diagnose
Paphinia Lindl. Flores subregulares, expansi, petaloidei, parum in mentum producti. Labellum parvum, unguiculatum, tripartitum, glandulis filiformibus apice alibique obsitum. Columna clavata, elongata, semiteres, apice auriculata. Pollinia 4, per paria caudiculae elongatae apice setaceae affixa, glandula minuta subtriangulari ; rostello subulato. Herba pseudobulbosa, scapo pendulo paucifloro.
in Edwards's Bot. Reg. 29 Misc. 14. 1843.

## Répartition et biotope
L’aire de répartition du genre s’étend du Costa Rica à la Bolivie (le genre ne se rencontre au Brésil que dans les États de l’Amazonas et du Pará).
Il est particulièrement bien représenté dans les régions andines avec une douzaine de taxons.
Il s’agit de plantes épiphytes (exceptionnellement terrestres) à pseudobulbes de la forêt tropicale humide qui vivent sur la partie inférieure des troncs (jusqu’à 4 m de hauteur) sur des tapis de mousses, le plus souvent en position verticale.

## Liste des espèces
- Paphinia benzingii Dodson & Neudecker, 1990 – Équateur, province d’Esmeraldas.
- Paphinia clausula Dressler, 1966 – synonyme de Paphinia cristata f. modiglianiana.
- Paphinia cristata Lindl., 1843 – Amazonie et Trinité-et-Tobago.
  - Paphinia cristata var. modiglianiana Rchb.f., 1887 – synonyme de Paphinia cristata f. modiglianiana.
  - Paphinia cristata f. modiglianiana (Rchb.f.) Gruss, 2003 – Brésil ?.
  - Paphinia cristata var. randi Linden & Rodigas, 1885 – synonyme de Paphinia randi.
- Paphinia dunstervillei Dodson & G.A.Romero, 1993 – Venezuela.
- Paphinia grandiflora Barbosa Rodrigues, 1877 – Brésil, État d’Amazonas.
- Paphinia grandis Rchb.f. ex Moore, 1885 – Brésil.
- Paphinia herrerae Dodson, 1989 – Équateur, province de Zamora-Chinchipe.
- Paphinia hirtzii Dodson, 1989 – Équateur, province d’Esmeraldas.
- Paphinia levyae Garay, 1999 – Équateur, province de Carchi.
  - Paphinia levyae var. angustisegmenta Garay, 1999 – Équateur, province de Carchi.
- Paphinia lindeniana Rchb.f., 1887 – Venezuela, Colombie.
- Paphinia litensis Dodson & Neudecker, 1991 – Équateur, province d’Esmeraldas.
- Paphinia modigliani Hort. ex Linden, 1888 – synonyme de Paphinia cristata f. modiglianiana.
- Paphinia neudeckeri Jenny, 1983 – Équateur, province de Napo.
  - Paphinia neudeckeri var. mocoaensis Jenny, 1984 – synonyme de Paphinia neudeckeri f. mocoaensis.
  - Paphinia neudeckeri f. mocoaensis (Jenny) Gruss, 2003 – Colombie, département de Putumayo.
- Paphinia nutans Houllet, 1878 – synonyme de Paphinia grandiflora ou Paphinia grandis.
- Paphinia posadarum Dodson & Escobar, 1993 – Colombie, département du Chocó.
- Paphinia randi Linden & Rodigas, 1885 – Brésil.
- Paphinia rugosa Rchb.f., 1877 – Colombie, département de Cauca.
  - Paphinia rugosa var. kalbreyeri Rchb.f., 1880 – Colombie.
  - Paphinia rugosa var. sanderiana Rchb.f., 1879 – Colombie.
- Paphinia seegeri Gerlach, 1989 – Colombie, département du Chocó.
  - Paphinia seegeri var. semi-alba Gerlach, 1989 – Colombie, département du Chocó.
- Paphinia subclausa Dressler, 1997 – Costa Rica, Panamá.
- Paphinia tigrina Hort., 1851 – synonyme de Houlletia tigrina Lindl. & Paxton.
- Paphinia vermiculifera Gerlach & Dressler, 2003 – Panama, province de Coclé.
- Paphinia zamorae Garay, 1999 – Équateur, province de Zamora-Chinchipe.

## Liste des hybrides horticoles enregistrés par laRoyal Horticultural Society
- Hybrides interspécifiques
  - Paphinia Majestic - P.cristata × P.herrerae - H.& R., 1997.
  - Paphinia Memoria Remo Lombardi - P.herrerae × P.lindeniana - Diana, 2001.
  - Paphinia Hybride A - P.cristata × P.lindeniana - ?

- Hybrides intergénériques
  - Gonginia Valeria Tognoloni - P.Mem.Remo Lombardi × Gongora horichiana - Diana, 2006.